# José Júlio de Souza Pinto

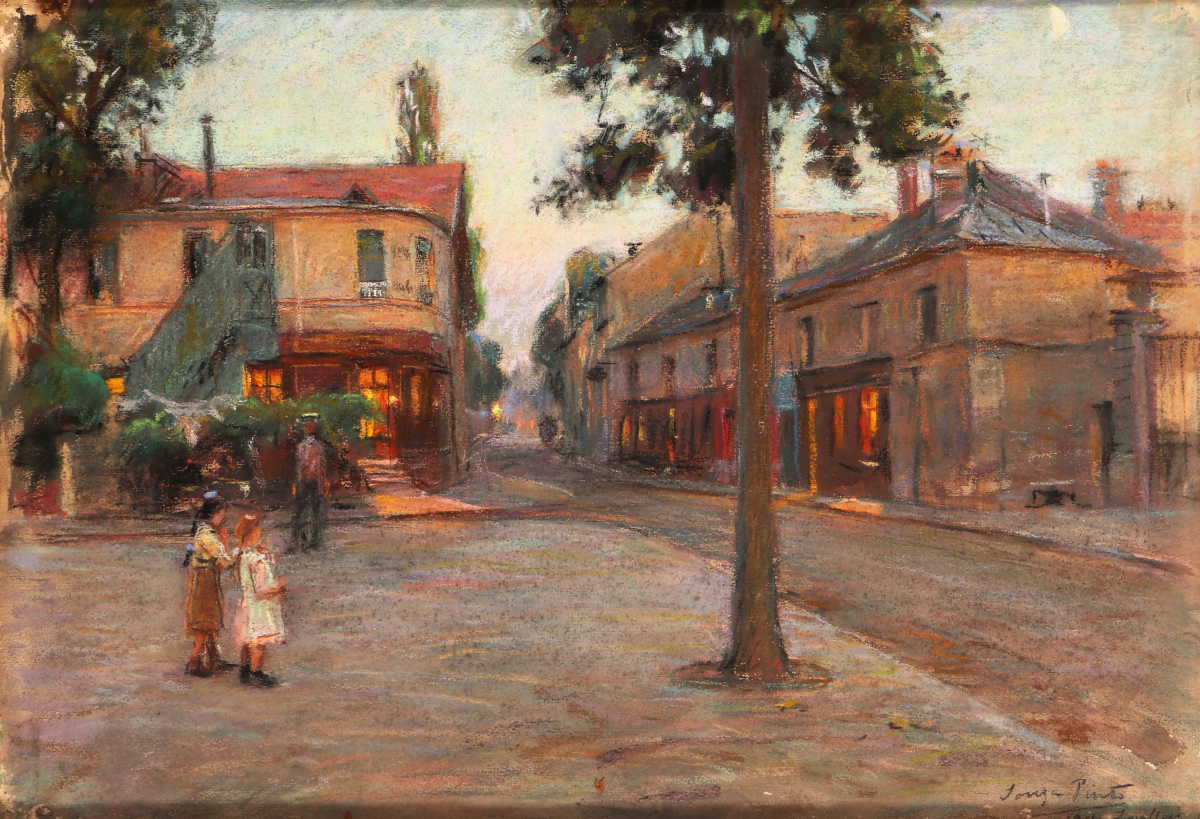
Praça em Levallois-Perret, 1911

José Júlio de Souza Pinto (Angra do Heroísmo, 15 de setembro de 1856 — Pont-Scorff, Bretanha, 14 de abril de 1939) foi um pintor português, ligado à primeira geração naturalista. Foi irmão de António Souza Pinto, também pintor, ativo no Brasil.

## Vida e obra

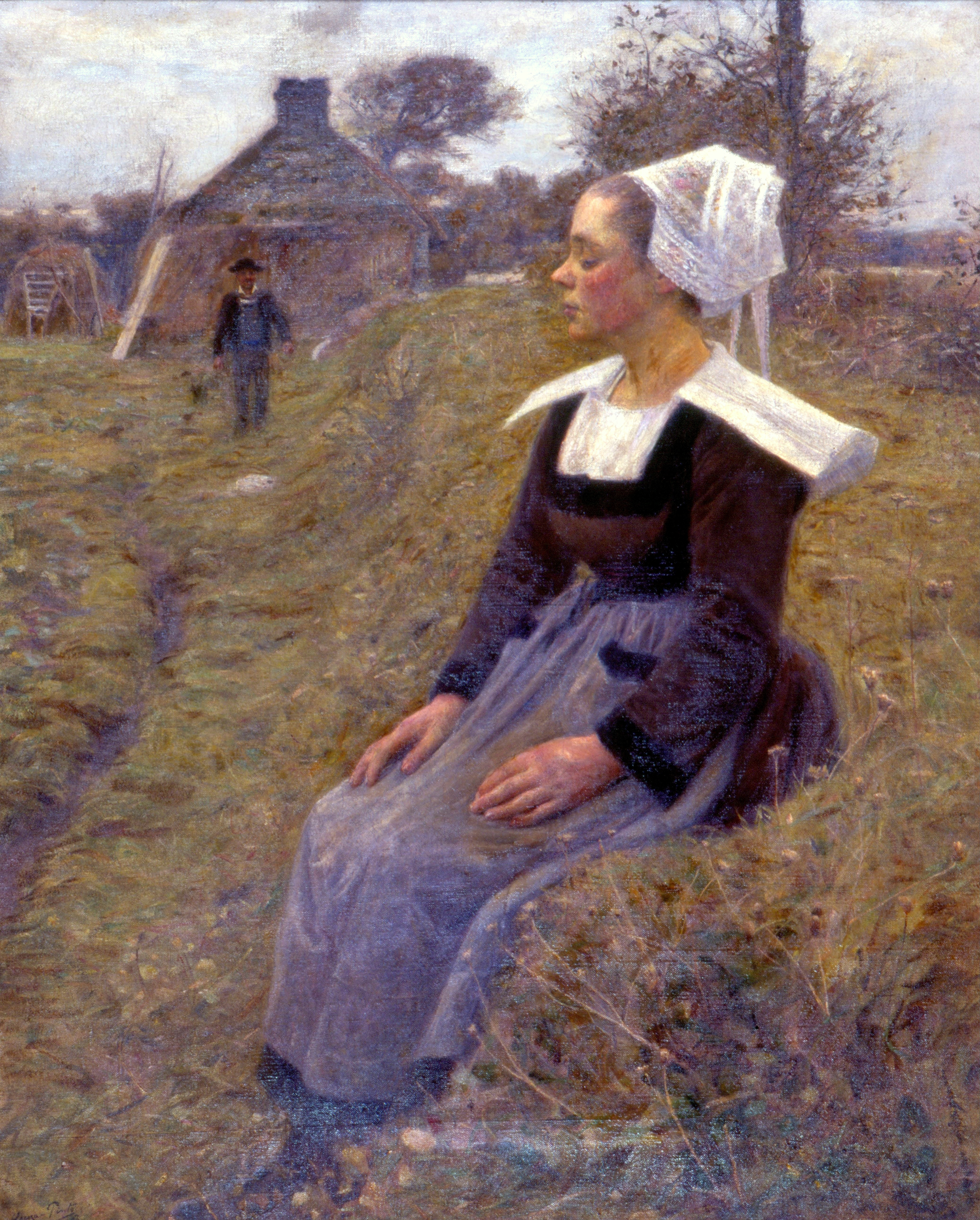
Le rendez-vous (O encontro) (1893). Acervo do Museu Nacional de Belas Artes, Rio de Janeiro.

Nascido na ilha Terceira do arquipélago de Açores mas filho de pais continentais, viveu nesta ilha, em Santa Maria e em São Miguel até aos 14 anos. Souza Pinto residiu no Porto até o fim da adolescência, onde teve seus primeiros contatos com a pintura. Frequentou a Escola de Belas-Artes desta cidade entre 1870 e 1878, onde estudou com João António Correia, Tadeu de Almeida Furtado e Soares dos Reis. Em 1880, vencendo o prêmio de viagem, partiu, ao lado de Henrique Pousão, para Paris.
Na capital francesa, frequentou o estúdio de Alexandre Cabanel e estudou com William-Adolphe Bouguereau na École des Beaux-Arts. Copiou Tiepolo e Jean-Jacques Henner. Integrou-se rapidamente à vida artística parisiense, expondo regularmente nos Salons e recebendo vários prêmios. Em 1890, é nomeado membro do júri oficial da Legião de Honra e, em 1900, do júri acadêmico da École.
A 18 de junho de 1920, foi agraciado com o grau de Comendador da Ordem Militar de Sant'Iago da Espada.
Souza Pinto desenvolveu uma carreira de grande solidez na França, permeada por frequentes visitas a Portugal, onde expôs em mostras coletivas e individuais em Lisboa e no Porto, até 1929. Suas obras figuram nos acervos de diversos museus franceses, e foi o primeiro artista português a ter uma obra inclusa na coleção do Museu do Luxemburgo (embrião do Museu de Orsay). Apaixonou-se pela Bretanha, região francesa onde residiu da maturidade até a sua morte.
Pintou obras de grande emoção, permitindo-se a utilização de alguns efeitos secundários do Impressionismo em sua vasta produção de paisagens campestres e à beira-mar, ademais de um anedotário do quotidiano rural (A colheita da batata, 1898, Museu de Orsay), dos dramas vividos pelos aldeões (Barco desaparecido, 1890, Museu do Chiado), cenas de género e interiores (Interior de laboratório, 1903, Museu de Arte de São Paulo).
A partir de 1907, Sousa Pinto instala-se em Neuilly-sur-Seine e aí representa muito a sua família em jardins (Praça em Levallois-Perret, 1911).
A 1 de abril de 1932, foi agraciado com o grau de Comendador da Ordem Militar de Cristo.
Silva Gaio registra sua "tonalidade viscosa", a exemplo da de Jules Breton e Jules Bastien-Lepage. Para José Augusto França, Souza Pinto é o artista que melhor estabelece uma conexão entre a pintura portuguesa e a Escola de Paris, definindo "as relações possíveis com as propostas do meio artístico internacional da capital francesa".
Desde 2015 o seu nome está consagrado na toponímia de Lisboa através da Rua Sousa Pinto, que foi inaugurada em maio de 2017 na Urbanização Nova Amoreiras (antiga Quinta do Mineiro), na freguesia de Santo António.

## Exposições
- Exposição de Nice (1884)
- Exposição Universal de Paris de 1889
- Exposição do Rio de Janeiro (1895) e (1908)
- Grémio Artístico (1898)